# Recyclo Transformers
Recyclo Transformers ist ein philippinischer Low-Budget-Science-Fiction-Film aus dem Jahr 2007. In Deutschland war der Film erstmals am 12. Juni 2009 zu sehen.

## Handlung
Im Jahr 2021 landen Außerirdische auf der Erde und übernehmen dort die Macht mit Hilfe der Mutanos. Diese von den Außerirdischen umgewandelten Menschen kämpfen für diese den Krieg gegen die Reste der Menschheit. Lange Zeit gelingt es einer Gruppe Menschen den Ort ihrer geheimen Stadt Paraiso verborgen zu halten. Als die Mutanos schließlich doch durch Verrat die Position von Paraiso erfahren greifen sie unverzüglich an, werden jedoch von einem Kampfroboter, den eine kleine Gruppe um den Ex-Soldaten Crisval gebaut hat, zurückgeschlagen. Mit einer kleinen Armee von heimlich aus Schrott gebauten Kampfrobotern ziehen die Menschen nun in den Kampf gegen die Besatzer und ihre Diener.

## Kritik
Das Lexikon des internationalen Films bezeichnete die Produktion als „[k]onventionell[…]“, aber es handle sich um einen „handwerklich durchaus beachtliche[n] Actionfilm“, dessen Hauptdarsteller jedoch „blass[…]“ sei.